# Cole-Krankheit
Die Cole-Krankheit gehört zu den sehr seltenen angeborenen Erkrankungen mit punktförmigem Keratoderma, einer die Haut betreffenden Verhornungsstörung (Hyperkeratose) an den Handinnenflächen und Fußsohlen.
Synonyme sind: Cole disease (COLED); englisch Guttate Hypopigmentation And Punctate Palmoplantar Keratoderma With Or Without Ectopic Calcification
Die Bezeichnung bezieht sich auf die Autorin der Erstbeschreibung aus dem Jahre 1976, Lonnie A. Cole.

## Verbreitung
Die Häufigkeit wird mit unter 1 zu 1.000.000 angegeben, die Vererbung erfolgt  autosomal-dominant.
Anscheinend kommt auch rezessive Vererbung vor.

## Ursache
Der Erkrankung liegen Mutationen im ENPP1-Gen Chromosom 6 am Genort q23.2 zugrunde.